# ضیا شاؤول
ضیا شاؤول (انگلیسی: Zia Shaoul؛ زادهٔ) بازیکن فوتبال است.
وی همچنین در تیم ملی فوتبال عراق بازی کرده‌است.